# Abdur Rahman Khan

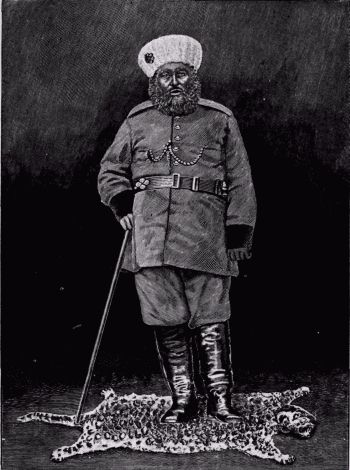
Abdur Rahman Khan

Abdur Rahman Khan (1844 – 1 de octubre de 1901) fue un emir de Afganistán que gobernó el país desde el 31 de mayo de 1880 hasta el 1 de octubre de 1901. Es conocido por unir al país después de años de luchas internas y negociación del Acuerdo de Durand Line con la India británica.
Se hizo conocido como El "Emir de Hierro" porque su gobierno era un despotismo militar. Este despotismo descansaba sobre un ejército bien designado y administrado por funcionarios absolutamente subordinados a una voluntad inflexible y controlados por un extenso sistema de espionaje. El apodo El Amir de Hierro también se asocia con su aplastamiento de una serie de rebeliones por parte de varias tribus que fueron dirigidas por sus parientes. Khan restableció el mandato del gobierno afgano después del desorden que siguió a la segunda guerra anglo-afgana. 

## Biografía
Abdul Rahman Khan nació en Kabul en 1844. Pasó la mayor parte de su juventud en Balkh con su padre, Mohammad Afzal Khan. Abdul Rahman aprendió las tácticas de guerra convencionales del soldado angloindio William Campbell.
Antes de su muerte en Herat, el 9 de junio de 1863, el abuelo de Abdur Rahman, Dost Mohammed Khan , nombró a su tercer hijo, Sher Ali Khan , como su sucesor, pasando por encima de los dos hermanos mayores, Afzal Khan y Azam Khan. Al principio, el nuevo Amir fue reconocido en silencio. Pero después de unos meses, Afzal Khan levantó una insurrección en el norte del país, donde gobernaba cuando murió su padre. Esto inició un feroz conflicto interno por el poder entre los hijos de Dost Mohammed, que duró casi cinco años. Los Musahiban son descendientes del hermano mayor de Dost Mohammed Khan, Sultán Mohammad Khan.
Descrito por el erudito y explorador estadounidense Eugene Schuyler como "un hombre alto y bien formado, con una cabeza grande y un marcado rostro afgano, casi judío ", Abdur Rahman se distinguió por su habilidad y audacia enérgica. Aunque su padre, Afzal Khan, llegó a un acuerdo con el emir Sher Ali, el comportamiento de Abdur en la provincia del norte pronto despertó las sospechas del emir y, cuando fue llamado a Kabul, huyó a través del Oxus hacia Bujará. Sher Ali encarceló a Afzal Khan y se produjo una revuelta en el sur de Afganistán.
El emir apenas lo había reprimido al ganar una batalla desesperada cuando la reaparición de Abdur Rahman en el norte fue una señal para un motín de las tropas estacionadas en esas partes y una reunión de bandas armadas a su nivel. Después de algunos retrasos y luchas inconexas, él y su tío, Azam Khan, ocuparon Kabul en marzo de 1866. El emir Sher Ali marchó contra ellos desde Kandahar ; pero en la batalla que siguió en Sheikhabad el 10 de mayo, fue abandonado por un gran cuerpo de sus tropas, y después de su señal de derrota, Abdur Rahman liberó a su padre, Afzal Khan, de la prisión en Ghazni y lo instaló en el trono como Amir de Afganistán. A pesar de la incapacidad del nuevo emir y algunos celos entre los verdaderos líderes, Abdur Rahman y su tío, volvieron a derrotar a las fuerzas de Sher Ali y ocuparon Kandahar en 1867. Cuando Afzal Khan murió a finales de año, Azam Khan se convirtió en el nuevo gobernante. , con Abdur Rahman instalado como gobernador en la provincia del norte. Pero hacia fines de 1868, el regreso de Sher Ali y un levantamiento general a su favor resultó en la derrota de Abdur Rahman y Azam Khan en Tinah Khan el 3 de enero de 1869. Ambos buscaron refugio al este en Asia Central, donde Abdur Rahman se colocó bajo Protección rusa en Samarcanda. Azam murió en Kabul en octubre de 1869.

### Exilio
Abdur Rahman vivió exiliado en Taskent. Se le dijo que cruzara el Oxus y reclamara el trono para Amir. En marzo de 1880, llegó a la India un informe de que Abdur Rahman estaba en el norte de Afganistán; y el gobernador general, Lord Lytton , abrió comunicaciones con él en el sentido de que el gobierno británico estaba preparado para retirar sus tropas y reconocer a Abdur Rahman como emir de Afganistán, con la excepción de Kandahar y algunos distritos adyacentes. Después de algunas negociaciones y una entrevista con Lepel Griffin, el representante diplomático en Kabul del gobierno indio. Griffin describió a Abdur Rahman como un hombre de mediana estatura, con un rostro sumamente inteligente y modales francos y corteses, astuto y capaz en la conversación sobre el asunto en cuestión.

### Reinado

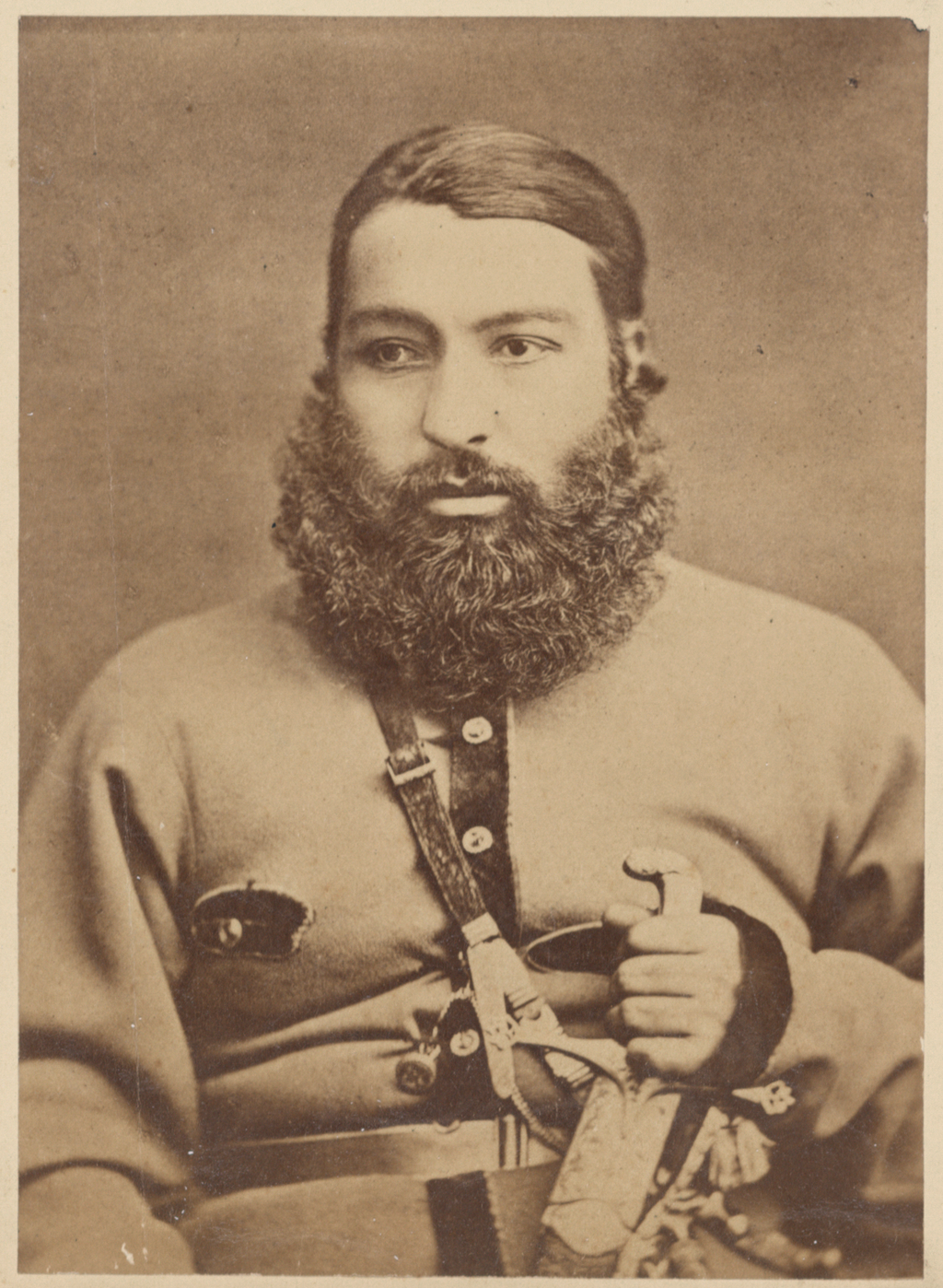
Abd al-Raḥmān Khān durante la segunda guerra anglo-afgana. Khān era conocido por su habilidad y contundencia para reprimir las rebeliones contra su autoridad. Se le atribuye la creación de un estado centralizado después de la guerra, basado en un gabinete llamado Consejo Supremo, una asamblea general llamada Loya Jirgah y el ejército. Sus logros incluyeron la introducción de algunas manufacturas modernas, agricultura y atención médica. Este retrato lo muestra como un hombre joven en uniforme, agarrando la empuñadura de su espada

En el durbar el 22 de julio de 1880, Abdur Rahman fue reconocido oficialmente como Amir, se le concedió ayuda en armas y dinero, y prometió, en caso de agresión extranjera no provocada, la ayuda adicional que pudiera ser necesaria para repelerla, siempre que alineara su política exterior con los británicos. La evacuación británica de Afganistán se resolvió en los términos propuestos y, en 1881, las tropas británicas también entregaron Kandahar al nuevo emir.
Sin embargo, Ayub Khan, uno de los hijos de Sher Ali Khan, marchó sobre esa ciudad desde Herat, derrotó a las tropas de Abdur Rahman y ocupó el lugar en julio de 1880. Este grave revés despertó al emir , que no había mostrado mucha actividad. En cambio, Ayub Khan fue derrotado en Kandahar por el general británico Frederick Roberts el 1 de septiembre de 1880. Ayub Khan se vio obligado a huir a Persia. A partir de ese momento, Abdur Rahman estuvo bastante sentado en el trono de Kabul, gracias a las inquebrantables protecciones británicas en términos de dar grandes suministros de armas y dinero. En el transcurso de los años siguientes, Abdul Rahman consolidó su control sobre todo Afganistán, reprimiendo la insurrección mediante un uso implacable y brutal de su autoridad despótica. El poderosoGhilzai se rebeló varias veces contra la severidad de sus medidas. Ese mismo año, Ayub Khan hizo una incursión infructuosa desde Persia.
En 1885, en el momento en que el Amir estaba en conferencia con los británicos virrey, Lord Dufferin , en la India, llegó la noticia de una escaramuza entre tropas rusas y afganos en Panjdeh , más de un punto en disputa en la demarcación de la frontera del noroeste de Afganistán. La actitud de Abdur Rahman en esta coyuntura crítica es un buen ejemplo de su sagacidad política. Para alguien que había sido un hombre de guerra desde su juventud, que había ganado y perdido muchas luchas, la derrota de un destacamento y la toma por la fuerza de algunas tierras fronterizas discutibles era un incidente desfavorable; pero no fue una razón suficientepor pedir a los británicos, aunque habían garantizado la integridad de su territorio, que reivindicaran sus derechos mediante hostilidades que sin duda traerían sobre él una invasión rusa desde el norte y obligarían a sus aliados británicos a lanzar un ejército en Afganistán desde el sureste. También publicó su autobiografía en 1885, que sirvió más como una guía de consejos para los príncipes que cualquier otra cosa.
Su interés radicaba en mantener a los vecinos poderosos, ya fueran amigos o enemigos, fuera de su reino. Sabía que esta sería la única política que apoyaría la nación afgana; y aunque durante algún tiempo parecía inminente una ruptura con Rusia, mientras el Gobierno de la India se preparaba para esa contingencia, el tono reservado y circunspecto del Emir en las consultas con él ayudó a cambiar el equilibrio entre la paz y la guerra, y condujo sustancialmente hacia un pacífico solución. Abdur Rahman dejó en quienes lo conocieron en la India la impresión de un hombre de acción lúcido, con gran confianza en sí mismo y dureza, no sin indicios de la severidad implacable que con demasiada frecuencia marcó su administración. Su investidura con la insignia del más alto grado de la Orden de la Estrella de la Indiaparecía darle mucho placer.
Su vida aventurera, su carácter enérgico, la posición de su estado como una barrera entre los imperios indio y ruso, y la habilidad con la que mantuvo el equilibrio al tratar con ellos, se combinaron para convertirlo en una figura prominente en la política asiática contemporánea y marcará su reinado como una época en la historia de Afganistán. El Amir recibió un subsidio anual del gobierno británico de 1.850.000 rupias. Se le permitió importar municiones de guerra. Logró imponer un gobierno organizado sobre la población más feroz y rebelde de Asia; se valió de los inventos europeos para fortalecer su armamento, mientras se oponía con severidad a todas las innovaciones que, comoferrocarriles y telégrafos , podría dar a los europeos un punto de apoyo dentro de su país.
En 1893, se construyó una casa de verano llamada Palacio Bagh-e Bala.
El emir se vio incapaz, debido a su mala salud , de aceptar una invitación de la reina Victoria para visitar Inglaterra; pero su segundo hijo Nasrullah Khan fue en su lugar.

### Línea Durand

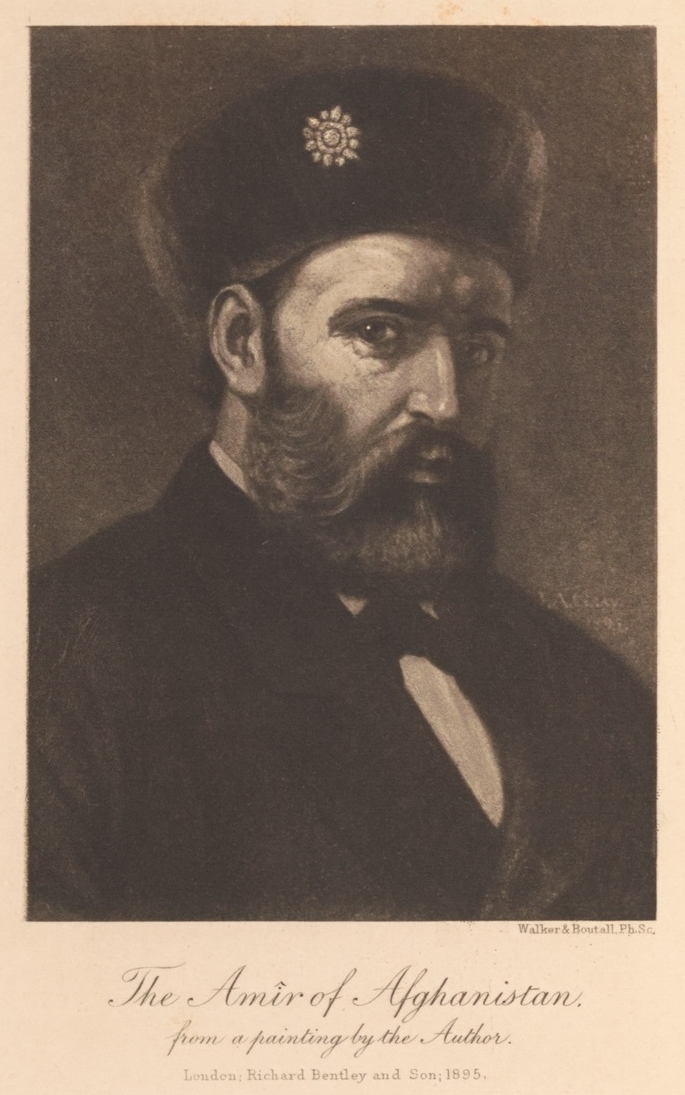
Cuadro de pintura de Abdur Rahman Khan en el año 1895.

En 1893, Mortimer Durand fue delegado en Kabul por el gobierno de la India británica con el fin de establecer un intercambio de territorio requerido por la demarcación de la frontera entre el noreste de Afganistán y las posesiones rusas, y para discutir con Amir Abdur Rahman Khan otros preguntas pendientes. Abdur Rahman Khan mostró su habilidad habitual en la argumentación diplomática, su tenacidad cuando sus propios puntos de vista o afirmaciones estaban en debate, con una clara percepción subyacente de la situación real.
En el acuerdo que siguió a las relaciones entre los gobiernos británico-indio y afgano, como se había acordado previamente, se confirmaron; y se llegó a un entendimiento sobre el importante y difícil tema de la línea fronteriza de Afganistán en el este, hacia la India. Se estableció una Comisión Real para determinar el límite entre Afganistán y la India gobernada por Gran Bretaña, y se le encomendó negociar los términos para aceptar la Línea Durand, entre las dos partes acampadas en Parachinar, ahora parte de FATA Pakistan, que está cerca de Khost. Afganistán. Desde el lado británico, el campamento contó con la presencia de Mortimer Durand y Sahibzada Abdul Qayyum , agente político británico.en Khyber. Afganistán estuvo representado por Sahibzada Abdul Latif y el gobernador Sardar Shireendil Khan en representación de Amir Abdur Rahman Khan. En 1893, Mortimer Durand negoció con Abdur Rahman Khan el Tratado de la Línea Durand para la demarcación de la frontera entre Afganistán, las FATA, la provincia de la Frontera Noroeste y Baluchistán, ahora provincias de Pakistán como estado sucesor de la India británica . En 1905, el emir Habibulá Khan firmó un nuevo acuerdo con el Reino Unido que confirmó la legalidad de Línea Durand. Del mismo modo, la legalidad de la Línea Durand fue confirmada una vez más por KingAmanullah Khan mediante el Tratado de Rawalpindi en 1919.
La Línea Durand fue reconocida una vez más como frontera internacional entre Pakistán y Afganistán por Sardar Mohammed Daoud Khan (ex primer ministro y luego presidente de Afganistán) durante su visita a Pakistán en agosto de 1976.

### La dictadura del Emir de Hierro
El gobierno de Abdur Rahman Khan fue un despotismo militar que descansaba sobre un ejército bien designado; fue administrado a través de funcionarios absolutamente subordinados a una voluntad inflexible y controlado por un extenso sistema de espionaje ; mientras que el ejercicio de su autoridad personal fue manchado con demasiada frecuencia por actos de crueldad innecesaria. Realizó tribunales abiertos para la recepción de los peticionarios y la administración de justicia; y en la disposición de los negocios fue infatigable.

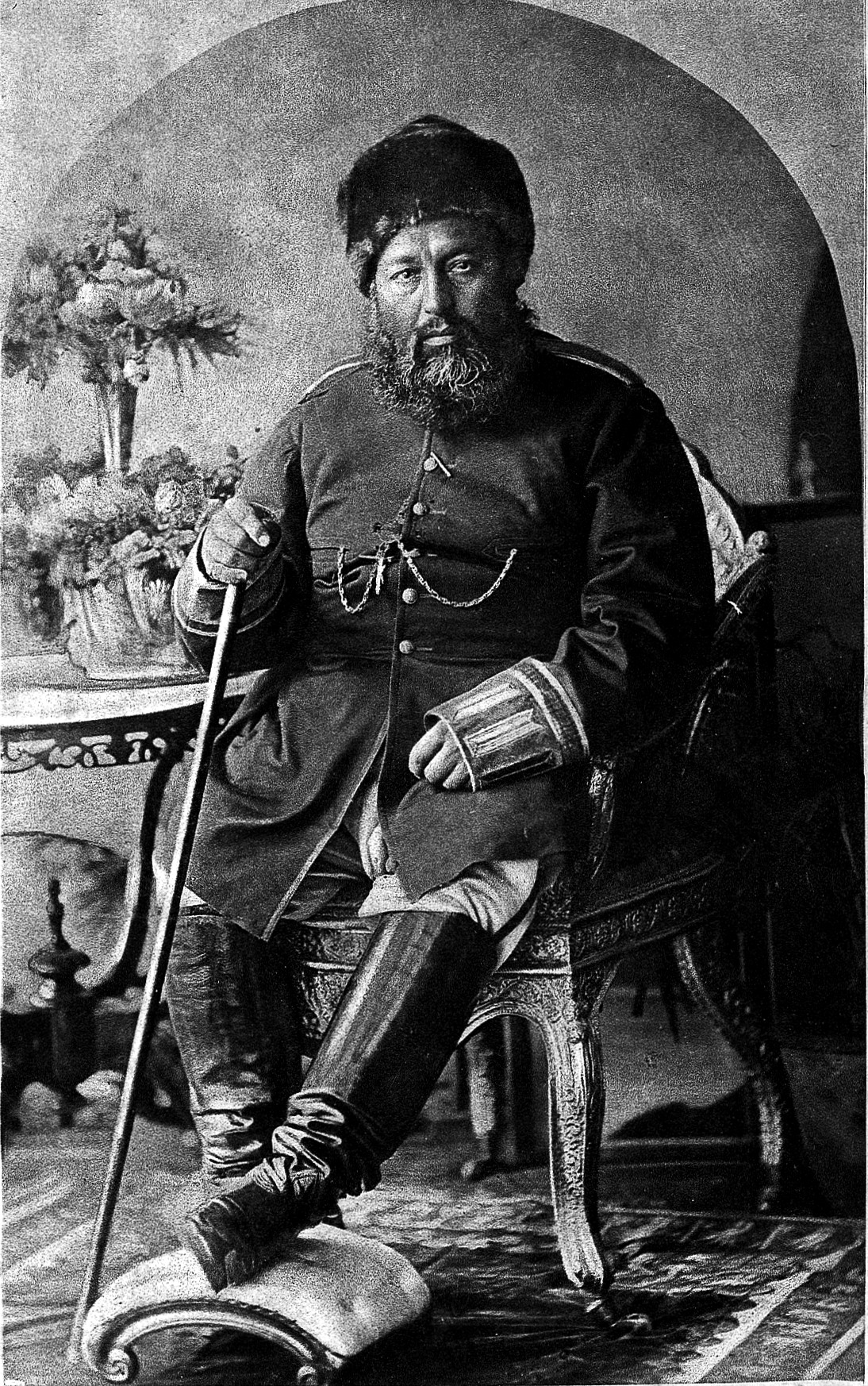
Abdur Rahman Khan in 1897

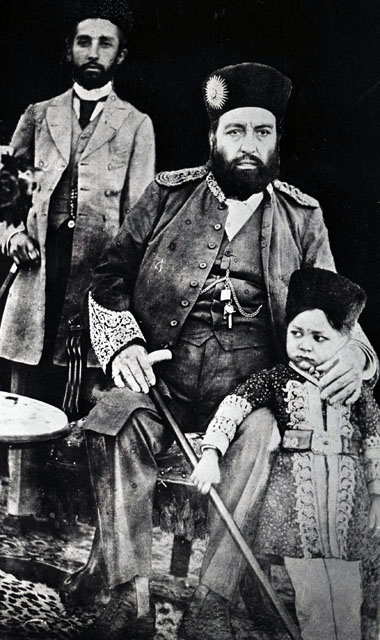
Abdur Rahman Khan in 1897 with family members

En la década de 1880, el "Emir de Hierro" decidió desplazar estratégicamente a algunos miembros de diferentes grupos étnicos para brindar mayor seguridad. Por ejemplo, "desarraigó a las tribus problemáticas de Durrani y Ghilzai Pashtun y las transportó a áreas pobladas de Uzbek y Tayikistán en el norte, donde podían espiar a los grupos étnicos locales de habla dari y no pashtún y actuar como una pantalla contra nuevas invasiones rusas en Territorio afgano ". Desde finales de 1888, el Emir pasó dieciocho meses en las provincias del norte que limitaban con el Oxus, donde se dedicó a pacificar el país que había sido perturbado por las revueltas y a castigar con mano dura a todos los que se sabía o se sospechaba que tenían tomado parte en la rebelión.
En 1895-1896, Abdur Rahman dirigió la invasión de Kafiristán y la conversión de sus pueblos indígenas al islam. Posteriormente, la región pasó a llamarse Nuristán . En 1896, adoptó el título de Zia-ul-Millat-Wa-ud Din ("Luz de la nación y la religión"), y su celo por la causa del Islam lo indujo a publicar tratados sobre la yihad.
Chitral, Yarkand y Ferghana se convirtieron en refugios para refugiados en 1887 y 1883 de Badakhshan que huyeron de las campañas de Abdul Rahman.

### El levantamiento de los Hazaras de 1888-1893
A principios de la década de 1890, algunas tribus hazara se rebelaron contra Abdur Rahman. En 1888, el primo del Emir, Ishak Khan, se rebeló contra él en el norte; y también los Ghilzais (Hotakis, Tokhis y Andaris) se rebelaron contra él en 1887; pero estas empresas fracasaron. Como indican los boletines de Kabul escritos por los agentes británicos, Abdur Rahman era un hombre extremadamente despiadado. Algunos escritores lo han llamado "El Emir Drácula". Según Syed Askar Mousavi, después del aplastamiento del Levantamiento Hazara "miles de hombres, mujeres y niños Hazara fueron vendidos como esclavos en los mercados de Kabul y Qandahar, mientras que numerosas torres de cabezas de Hazara fueron hechas por los rebeldes derrotados como una advertencia a otros que podrían desafiar el gobierno del Iron Amir".  Debido a las depredaciones de Amir, algunos Hazaras emigraron a Quetta en Baluchistán , mientras que un número menor se trasladó a Mashhad en el noreste de Irán. Los atroces castigos de Abdur Rahman Khan fueron inusualmente duros en comparación con su castigo de las rebeliones pashtún anteriores de Ghilzais como (Hotakis, Tokhis y Andaris). Amir, no sufrieron esclavitud masiva, lo que podría explicarse por su adhesión al chiismo.

### Muerte y Descendientes

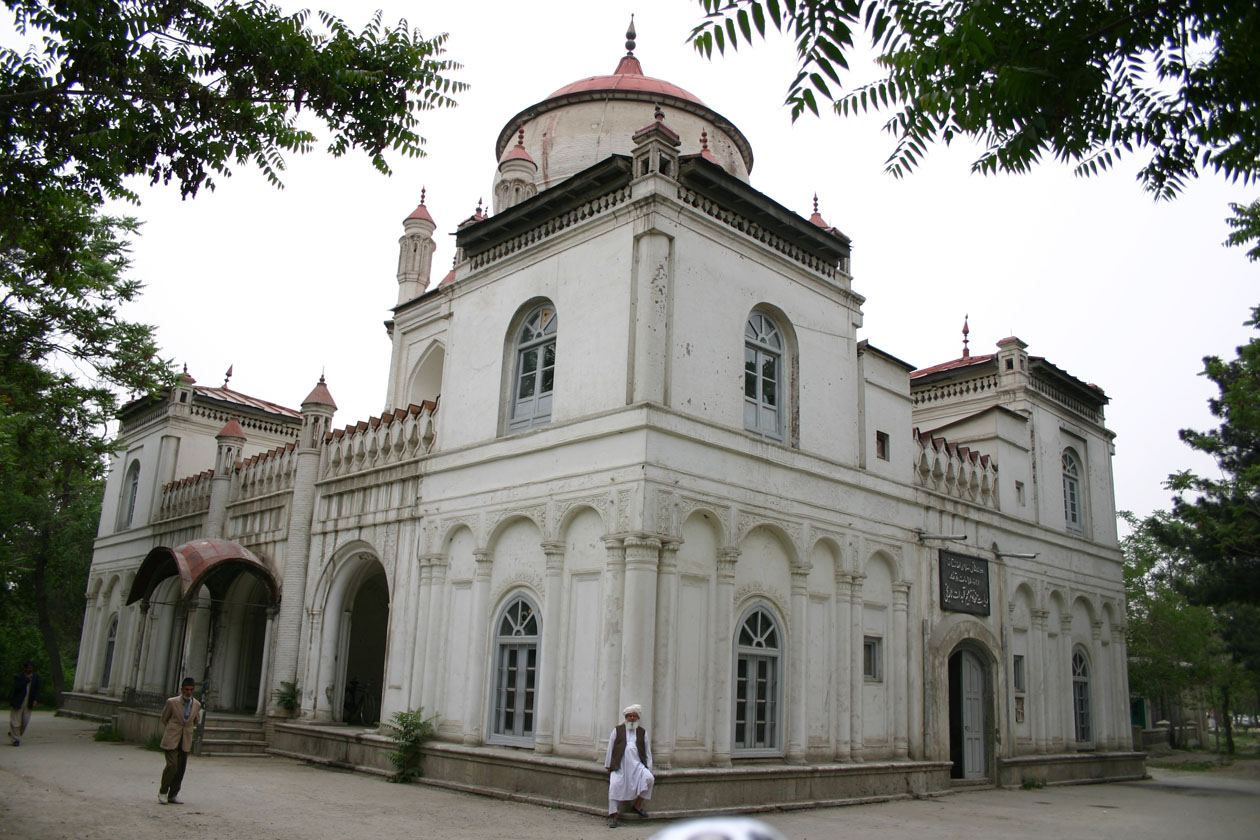
Site of Amir Abdur Rahman Khan's tomb, located in Kabul.

Abdur Rahman murió el 1 de octubre de 1901 dentro de su palacio de verano, siendo sucedido por su hijo Habibulá Khan .
Hoy en día, sus descendientes se pueden encontrar en muchos lugares fuera de Afganistán, como en Estados Unidos, Francia, Alemania e incluso en países escandinavos como Dinamarca . Sus dos hijos mayores, Habibulá Khan y Nasrullah Khan, nacieron en Samarcanda. Su hijo menor, Mahomed Omar Jan, nació en 1889 de una madre afgana, relacionada por descendencia con la familia Barakzai.

## Títulos y tratamientos
Esta tabla aún no está actualizada. Puedes contribuir aportando información sobre títulos y tratamientos de esta persona.

## Legado
La sociedad afgana tiene sentimientos encontrados sobre su gobierno. La mayoría de los pastunes (su etnia nativa) lo recuerdan como un gobernante que inició muchos programas de modernización, e impidió efectivamente que el país fuera ocupado por Rusia utilizando el apoyo "financiero y consultivo" del Imperio Británico durante el Gran Juego.

### Libros escrits por Rahman
- Pandnamah-i dunya va din (Consejos sobre la vida mundana y la religión), 1883. Autobiografía.
- Risalah-i Khirad'namah-i Amiri (Epístola de la sabiduría principesca), 1886. Sobre la noción de aql o intelecto en el Islam.
- Risalah-i najiyah , 1889. Sobre la importancia de la yihad en el Corán y el hadiz .
- Taj al-Tavarikh (Corona de historias), 1904, Autobiografía en 2 volúmenes.